# Zoe Cassavetes

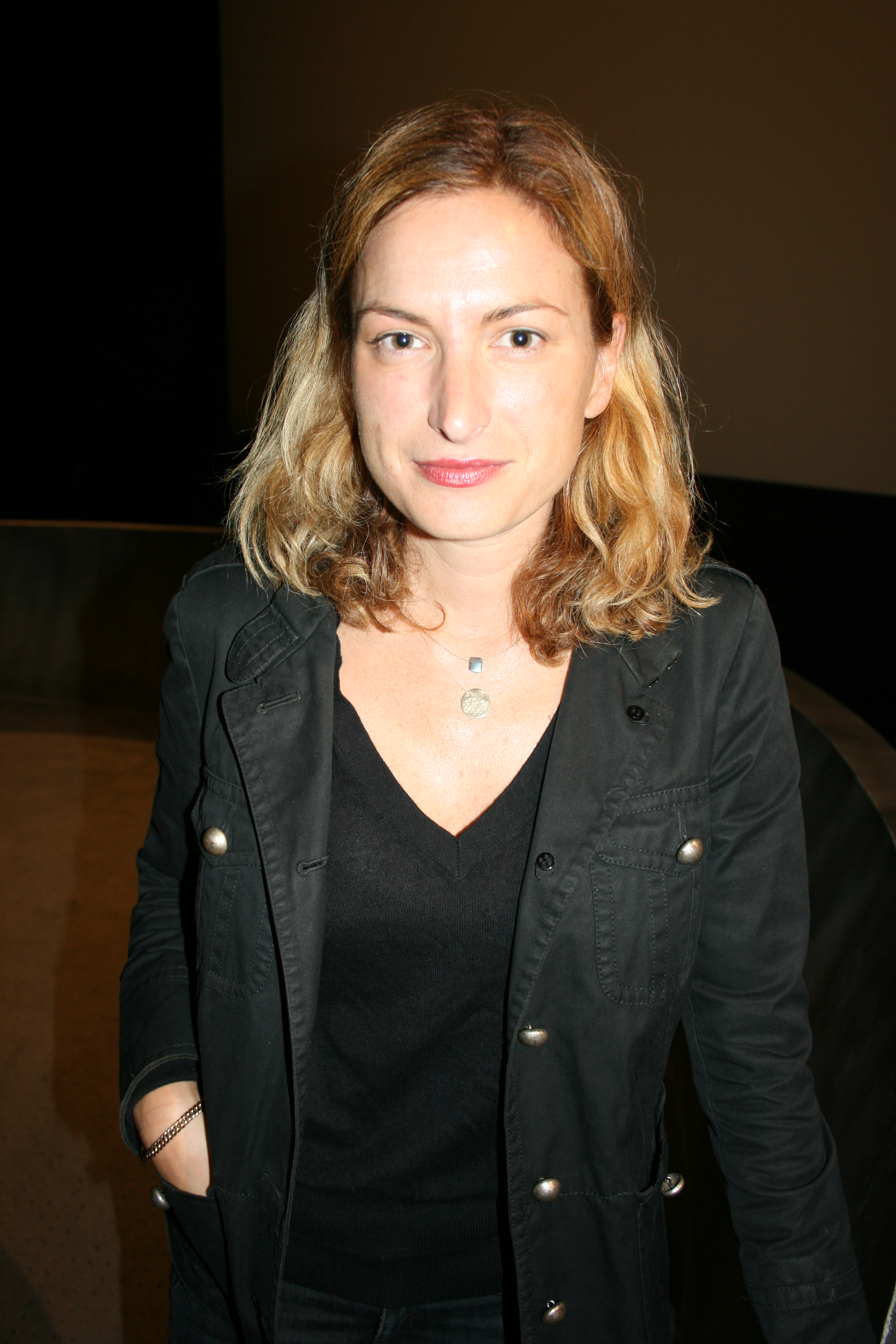
Zoe Cassavetes bei der Premiere zu Broken English

Zoe Rowlands Cassavetes (* 29. Juni 1970 in Los Angeles, Kalifornien) ist eine US-amerikanische Schauspielerin, Drehbuchautorin und Filmregisseurin.

## Leben
Zoe Rowlands Cassavetes wurde 1970 als jüngstes Kind des Autorenfilmers John Cassavetes und der Schauspielerin Gena Rowlands  in Los Angeles geboren. Ihre Geschwister Nick und Alexandra "Xan" Katherine sind ebenfalls in der Filmbranche tätig. Ihre Großmutter Katherine Cassavetes war Schauspielerin; in dreien ihrer insgesamt vier Filme agierte sie unter der Regie ihres Sohnes John. Zoe Cassavetes ist vierfache Tante und Schwägerin der Schauspielerin Heather Wahlquist.
Als Baby war Zoe Cassavetes, wie auch ihre Geschwister, im komödischen Filmdrama Minnie und Moskowitz (1971) zu sehen. Erst 1991 stand sie dann tatsächlich das erste Mal vor der Kamera, als Bedienung in Ted & Venus, neben Bud Cort in einer Hauptrolle sowie James Brolin und Carol Kane in Nebenrollen. Im Jahr darauf sah man sie an der Seite von Michael Caine in Der Spaß beginnt. 1993 erhielt sie erneut eine Rolle als Bedienung in The Thing Called Love – Die Entscheidung fürs Leben von Peter Bogdanovich mit River Phoenix in der Hauptrolle. Danach wirkte Zoe Cassavetes in den Kurzfilmen Ciao L.A. und Lick the Star mit, bevor sie sich dafür entschied, fortan hinter der Kamera zu arbeiten.
Im Jahr 2000 führte sie Regie bei dem Kurzfilm Men Make Women Crazy Theory. 2007 präsentierte sie auf dem Sundance Filmfestival ihre Komödie Broken Englisch, für die sie auch das Drehbuch verfasste. In dieser Filmkomödie standen Parker Posey und Drea de Matteo sowie Tim Guinee vor der Kamera. Für ihr Drehbuch war Zoe Cassavetes für den Independent Spirit Award nominiert und erhielt den Jurypreis beim Philadelphia Film Festival.

## Filmografie
Schauspielerin
- 1971: Minnie und Moskowitz (Minnie and Moskowitz)
- 1991: Ted & Venus
- 1992: Der Spaß beginnt (Noises Off)
- 1993: The Thing Called Love – Die Entscheidung fürs Leben (The Thing Called Love)
- 1994: Ciao L.A. (Kurzfilm)
- 1998: Lick the Star (Kurzfilm)

Regisseurin
- 2000: Men Make Women Crazy Theory (Kurzfilm)
- 2007: Broken English (auch Drehbuch)
- 2009: X Femmes (Fernsehserie, auch Drehbuch)
- 2011: Ma plus belle histoire (Kurzfilm)
- 2013: The Powder Room (Kurzfilm)
- 2013: Paris (Kurzfilm)
- 2015: Day Out of Days
- 2020: Emily in Paris (Fernsehserie, 2 Folgen)